# Кевлакі
Кевлакі (пол. Kiewłaki) — село в Польщі, у гміні Бранськ Більського повіту Підляського воєводства. Населення — 81 особа (2011).
У 1975—1998 роках село належало до Білостоцького воєводства.

## Демографія
Демографічна структура станом на 31 березня 2011 року:
|          | Загалом | Допрацездатний вік | Працездатний вік | Постпрацездатний вік |
| -------- | ------- | ------------------ | ---------------- | -------------------- |
| Чоловіки | 45      | 9                  | 27               | 9                    |
| Жінки    | 36      | 5                  | 17               | 14                   |
| Разом    | 81      | 14                 | 44               | 23                   |